# Herr Puntila och hans dräng Matti
För filmen med samma namn se Herr Puntila och hans dräng Matti (film)
Herr Puntila och hans dräng Matti (originaltitel Herr Puntila und sein Knecht Matti) är en pjäs av Bertolt Brecht skriven 1940/41 som uruppfördes 1948 i Zürich.
Under sina exilår var Brecht och hans entourage inbjudna av den finländska författaren Hella Wuolijoki att bo hos henne i Marlebäck nordöst om Helsingfors. Under sommaren 1940 i Marlebäck skrev Brecht pjäsen efter berättelser och ett pjäsutkast författade av Wuolijoki. Pjäsen är ett folklustspel.

## Handling
Puntila är en rik bonde och en slags Dr. Jekyll och Mr. Hyde-figur. Han är generös när han är full och elak och självisk när han är nykter. Puntila vill att hans dotter Eva ska gifta sig med en diplomat, men hans onyktra jag vill att hon ska gifta sig med hans chaufför och dryckesbroder, drängen Matti. En fest arrangeras för att fira förlovningen mellan Eva och diplomaten. När Puntila blir full förolämpar han diplomaten och vill att Matti gifter sig med dottern. Matti utsätter då Eva för ett test där hon visar att hon inte är en god proletärhustru. Matti lämnar då Puntila och förenar sig med sina kamrater ur arbetarklassen.

## Tryckta utgåvor på svenska
- 2004 Herr Puntila och hans dräng Matti : folkpjäs, av Bertolt Brecht, skriven efter berättelser och ett pjäsutkast av Hella Wuolijoki ; översättning Carl Otto Ever, Luleå : Norrbottensteatern.
- 1968 Herr Puntila och hans dräng Matti, ingår i volymen Fem dramer i översättning av Curt Berg. Stockholm : Bonnier.